# Liste der Biografien/Schmid, M
Liste der Biografien |
Portal Biografien |
M Personensuche
# |
A |
B |
C |
D |
E |
F |
G |
H |
I |
J |
K |
L |
M |
N |
O |
P |
Q |
R |
S |
T |
U |
V |
W |
X |
Y |
Z |
?
 
Sa |
Sb |
Sc |
Sd |
Se |
Sf |
Sg |
Sh |
Si |
Sj |
Sk |
Sl |
Sm |
Sn |
So |
Sp |
Sq |
Sr |
Ss |
St |
Su |
Sv |
Sw |
Sy |
Sz
 
Sca–Sce |
Sch |
Sci–Scz
 
Scha |
Schc |
Schd |
Sche |
Schg |
Schi |
Schj |
Schk |
Schl |
Schm |
Schn |
Scho |
Schp |
Schr |
Schs |
Scht |
Schu |
Schv |
Schw |
Schy
 
Schma |
Schme |
Schmi |
Schmo |
Schmu |
Schmy
 
Schmic |
Schmid |
Schmie |
Schmig |
Schmik |
Schmil |
Schmin |
Schmir |
Schmis |
Schmit
 
Schmida |
Schmidb |
Schmide |
Schmidf |
Schmidg |
Schmidh |
Schmidi |
Schmidj |
Schmidk |
Schmidl |
Schmidm |
Schmidp |
Schmidr |
Schmids |
Schmidt |
Schmid, A |
Schmid, B |
Schmid, C |
Schmid, D |
Schmid, E |
Schmid, F |
Schmid, G |
Schmid, H |
Schmid, I |
Schmid, J |
Schmid, K |
Schmid, L |
Schmid, M |
Schmid, N |
Schmid, O |
Schmid, P |
Schmid, R |
Schmid, S |
Schmid, T |
Schmid, U |
Schmid, V |
Schmid, W |
Schmid, Y
Die Liste der Biografien führt alle Personen auf, die in der deutschsprachigen Wikipedia einen Artikel haben. Dieses ist eine Teilliste mit 37 Einträgen von Personen, deren Namen mit den Buchstaben „Schmid, M“ beginnt.

## Schmid, M

### Schmid, Ma
- Schmid, Magnus (1889–1964), deutscher Orgelbauer
- Schmid, Magnus (1918–1977), deutscher Medizinhistoriker und Hochschullehrer
- Schmid, Maja (* 1967), Schweizer Freestyle-Skisportlerin
- Schmid, Manfred (* 1944), österreichischer Rennrodler
- Schmid, Manfred (* 1952), deutscher Jurist, Richter am Bundesgerichtshof
- Schmid, Manfred (* 1958), deutscher Künstler und Kunsthandwerker
- Schmid, Manfred (* 1971), österreichischer Fußballspieler und -trainer
- Schmid, Manfred A. (1911–2009), deutscher Maler und Restaurator
- Schmid, Manfred Hermann (1947–2021), deutscher Musikwissenschaftler und Hochschullehrer
- Schmid, Manuel (* 1981), österreichischer Fußballspieler
- Schmid, Manuel (* 1984), deutscher Sänger, Keyboarder, Komponist, Texter und TontechnikerManuel Schmid (* 1984)

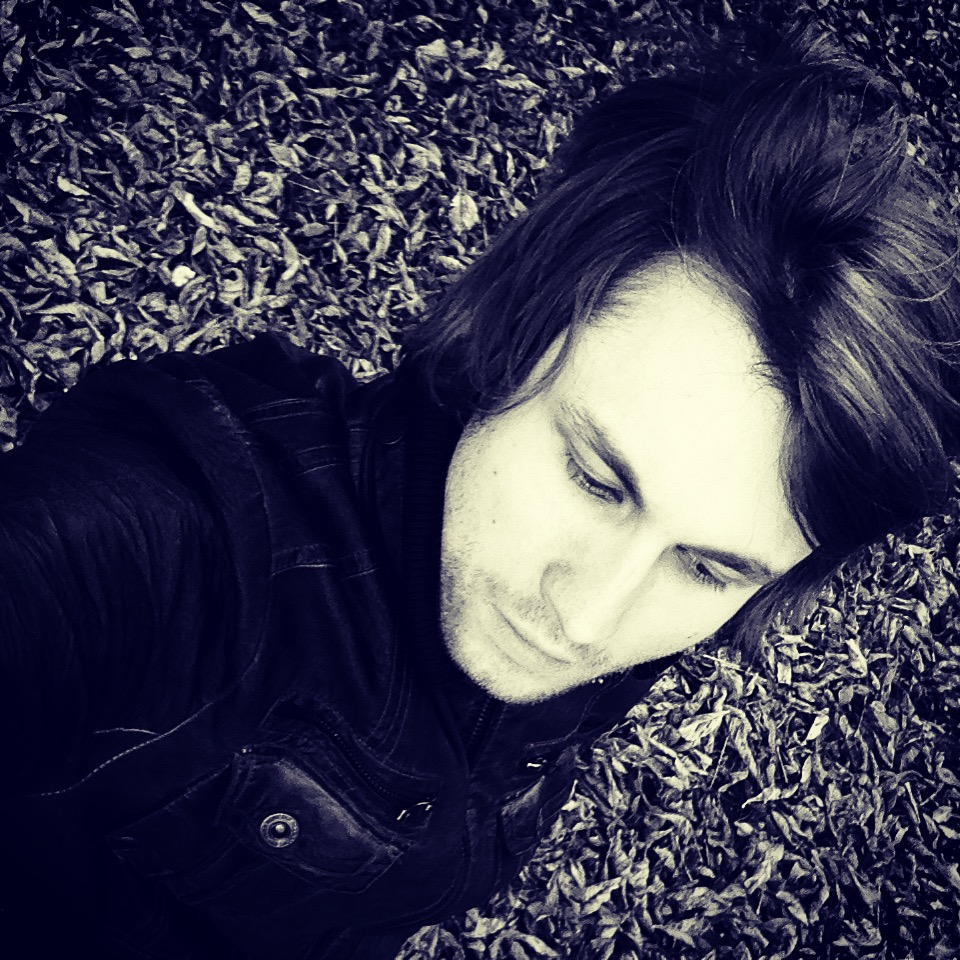
Manuel Schmid (* 1984)

- Schmid, Manuel (* 1993), deutscher Skirennläufer
- Schmid, Manuel (* 1993), österreichischer Handballspieler
- Schmid, Margarete (1914–1997), österreichische Philosophin und katholische Theologin
- Schmid, Markus (* 1936), Schweizer Feldhandballspieler
- Schmid, Martin (1694–1772), Schweizer Jesuitenmissionar, Musiker und Baumeister
- Schmid, Martin (1927–2019), deutscher Maler
- Schmid, Martin (* 1969), Schweizer Politiker (FDP)
- Schmid, Martin Elmar (1913–1980), deutscher Ordensgeistlicher, römisch-katholischer Bischof von Mariannhill
- Schmid, Martin Johann (1898–1980), österreichischer Architekt
- Schmid, Marvin (* 1999), deutscher Eishockeyspieler
- Schmid, Mathias (1835–1923), österreichischer Maler
- Schmid, Mathias (1870–1944), österreichischer katholischer Geistlicher und Politiker (CSP), Abgeordneter zum Nationalrat
- Schmid, Matti (* 1997), deutscher Golfspieler
- Schmid, Mauro (* 1999), Schweizer RadrennfahrerMauro Schmid (* 1999)

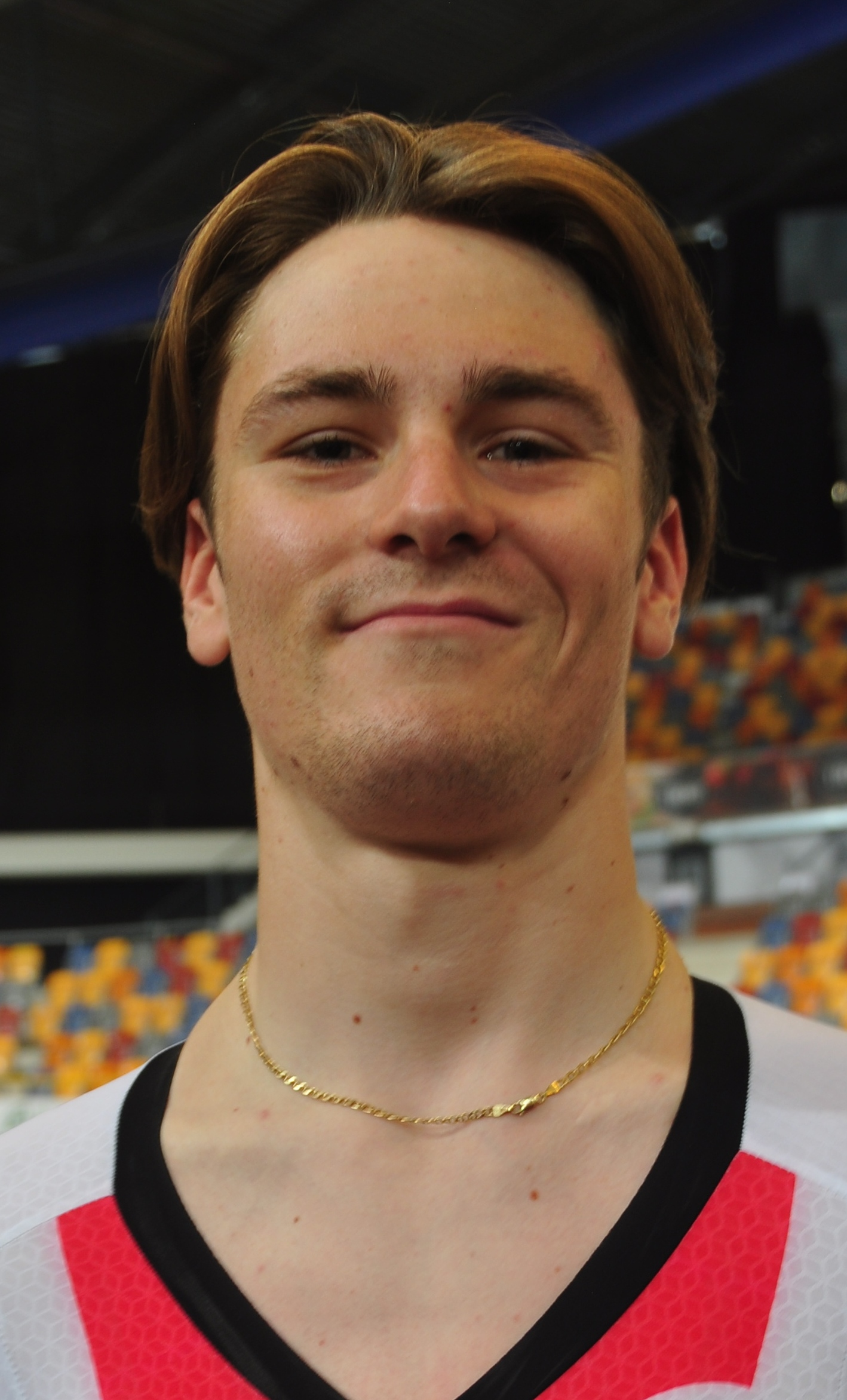
Mauro Schmid (* 1999)

- Schmid, Max (* 1905), deutscher Kommunalpolitiker
- Schmid, Max († 1964), Schweizer Ruderer
- Schmid, Max (* 1935), deutscher Fußballspieler
- Schmid, Maximilian (* 2003), deutscher Fußballspieler

### Schmid, Mi
- Schmid, Mia (* 2005), Schweizer Fußballspielerin
- Schmid, Michael (* 1943), deutscher Soziologe
- Schmid, Michael (* 1945), österreichischer Politiker (FPÖ, BZÖ), Landtagsabgeordneter, Abgeordneter zum Nationalrat
- Schmid, Michael (* 1980), österreichischer Fußballschiedsrichter
- Schmid, Michael (* 1988), Schweizer Ruderer
- Schmid, Mike (* 1984), Schweizer Freestyle-Skisportler

### Schmid, Mo
- Schmid, Monika (* 1990), Schweizer Unihockeyspielerin
- Schmid, Moritz (1733–1818), deutscher Propst